# Oeuvre van Jac. P. Thijsse
Jac. P. Thijsse (1865 - 1945) was een Nederlands onderwijzer, veldbioloog en natuurbeschermer. Hij publiceerde een groot aantal boeken en tijdschriftartikelen, alleen of samen met anderen over de natuur in Nederland. Veel boeken verschenen in series.

## Boeken van Jac. P. Thijsse en E. Heimans
Samen met Eli Heimans publiceerde Thijsse de volgende boeken:
- Serie: "Van vlinders, bloemen en vogels"
  - 1894:  Van vlinders, bloemen en vogels (ondertitel: Langs dijken en wegen)
  - 1895:  In sloot en plas
  - 1896:  Door het rietland
  - 1897: Hei en dennen
  - 1899: In de duinen
  - 1901: In het bosch
- Overige boeken van Jac. P. Thijsse en E. Heimans, niet in serie uitgegeven 
  - 1899: Geïllustreerde Flora van Nederland
  - 1900: Wandelboekje voor natuurvrienden
  - 1901: In het Vondelpark

## Boeken van Jac. P. Thijsse
Thijsse publiceerde de volgende boeken:

### Verkade-albums
In de serie Verkade-albums schreef Thijsse de volgende delen:
- 1906: Lente
- 1907: Zomer
- 1908: Herfst
- 1909: Winter
- 1910: Blonde duinen
- 1911: De bonte wei
- 1912: Het Naardermeer
- 1913: Bosch en heide
- 1914: Langs de Zuiderzee
- 1915: De Vecht
- 1916: De IJsel
- 1918: Friesland
- 1926: De bloemen in onzen tuin
- 1927: Texel
- 1929: Paddestoelen
- 1934: De bloemen en haar vrienden
- 1937: Waar wij wonen
- 1938: Onze groote rivieren
- 1965: Vogelzang (manuscript uit 1938; uitgegeven ter gelegenheid van de 100ste geboortedag van Jac. P. Thijsse)
- 1995: Eik en Beuk (manuscript uit 1935; uitgegeven op initiatief van de Heimans en Thijsse Stichting)

### "Natuurwetenschappelijke handboeken"
In de serie "Natuurwetenschappelijke handboeken" verschenen van de hand van Thijsse de delen:
- 1934: Bloemen van de bosschen - serie: Natuurwetenschappelijke handboeken, nr. 2
- 1934: Onkruiden - serie: Natuurwetenschappelijke handboeken, nr. 3 (ook uitgegeven onder de titel Kruiden langs heg en steg)
- 1935: Bloemen in onze tuin (vooral die van 't voorjaar) - serie: Natuurwetenschappelijke handboeken, nr. 4
- 1938: Bloemen in onze tuin II (winterharde bloemstruiken) - serie: Natuurwetenschappelijke handboeken, nr. 5

### Heemschutserie
In de Heemschutserie schreef Thijsse:
- 1940: Een jaar in Thijsse's hof : lente, zomer, herfst, winter - Heemschutserie, deel 2
- 1942: Een tweede jaar in Thijsse's hof - Heemschutserie, deel 5
- 1943: Onze duinen - Heemschutserie, deel 23

### Overig
Boeken van Thijsse die niet in een serie zijn uitgegeven:
- 1904: Het Vogeljaar : Handleiding tot het leeren der meest voorkomende Nederlandsche Vogels
- 1906: Het intieme leven der vogels
- 1907: Tabel voor het bepalen der geslachten van de inlandsche graafwespen, plooiwespen en bijen
- 1907: Vogelbescherming, een eisch van den tijd
- 1909: Omgang met planten
- 1912: Het vogelboekje
- 1924: Van muggen en malaria
- 1930: Uit de levende natuur : een serie leesboekjes voor de hoogste klassen der lagere school (4 deeltjes)
- 1934: Nederlandsche vogels
- 1946: Natuurbescherming en landschapsverzorging in Nederland
- 1947: De Levende Natuur : het levenswerk van Dr. Jac. P. Thijsse weerspiegeld in een bloemlezing
- 1978: Naar de natuur (verzameling artikelen uit De Groene Amsterdammer, 1915 / 1928)

## Artikelen in tijdschriften
Het totale aantal artikelen dat Thijsse - alleen of samen met anderen - in tijdschriften schreef, is zeer groot.

### 1894: De eerste twee tijdschriftartikelen
Thijsse's eerste publicaties in een tijdschrift waren merkwaardigerwijs in een Engelstalig tijdschrift, Science-Gossip (Wetenschaps-Roddel):
- 1894: 'Collecting grounds - I. Birds in Texel'. In: Science-Gossip, Vol. 1, New Series (1894/1895), p. 62-63.[4]
- 1894: 'Bird-nesting in Texel'. In: Science-Gossip, Vol. 1, New Series (1894/1895), p. 193-195.[5]

Deze artikelen gingen over de vogels van Texel en bevatten voor Engelse vogelaars nuttige informatie over de meest interessante vogelgebieden.
Het eerste artikel begint met de constatering dat in Nederland nogal wat zorgen bestaan over de “buitenlandse verzamelaars, in het bijzonder Engelsen, waarvan gezegd wordt dat ze grote slachtingen en schade aanrichten onder zeldzame vogels die niet in Engeland voorkomen.” Vervolgens bestaat het artikel voor ongeveer de helft uit een opsomming van belangrijke vogelgebieden in Noord-Holland: het Naardermeer, een purperreiger-kolonie bij Aalsmeer, het Zwanenwater bij Callantsoog. Daarna wordt de blik gericht op Texel, “het ornithologische El Dorado van Holland”. Er volgt een opsomming van 81 (broed-)vogelsoorten van het eiland.
Het tweede artikel gaat uitsluitend over de broedvogels van Texel. Het is een verslag van een tocht die Thijsse, samen met preparateur Steenhuizen, op 26 mei 1894 maakte naar het eiland, om “specimens te verzamelen voor de tentoonstellings-collectie van de Nederlandse Avifauna in de dierentuin van Amsterdam”. Duidelijk blijkt dat het gaat om de beroemde diorama's, gemodelleerd naar het voorbeeld van het Museum van South Kensington (bedoeld is het Natural History Museum), waarin (opgezette) vogels worden geplaatst in een omgeving, die lijkt op die waarin ze van nature voorkomen. Verhaald wordt hoe al snel de eerste nesten van de visdief Sterna hirundo worden gevonden en een nest van de strandplevier Charadrius alexandrinus. Ook andere soorten worden in de tekst genoemd. Een pagina verder begint het “serieuze werk”: “Eerst schoten we vijf dwergsterns Sternula albifrons, door er één kreupel te maken; waarna de bewegingen van de stervende vogel zijn soortgenoten aantrok met een fatale, maar onweerstaanbare nieuwsgierigheid.” Het is merkwaardig dergelijke teksten te lezen van de hand van een van de grootste vogelbeschermers van Nederland. Maar aan het eind van de negentiende eeuw was dit blijkbaar nog de normaalste zaak van de wereld. Het verhaal vervolgt dan met onder meer de waarneming van baltsende kemphanen Philomachus pugnax, bergeenden Tadorna tadorna en kleine plevieren Charadrius dubius. Maar geen “botkol”, waarmee de aalscholver Phalacrocorax carbo is bedoeld.

### Artikelen inDe Levende Natuur
Ongetwijfeld de meeste artikelen publiceerde Thijsse in het tijdschrift De Levende Natuur.
Dat begon in maart 1896 met een redactioneel onder de titel “Waarde lezers” in het eerste nummer van de eerste jaargang. Het eindigde in januari 1947 postuum met het artikel “Bloemen plukken”. Een tijdspanne van meer dan vijftig jaar!

## Artikelen in kranten en weekbladen
Een greep uit alle artikelen die Thijsse schreef voor kranten en weekbladen:
- In het Algemeen Handelsblad publiceerde Thijsse van 1901 tot 1905 vele tientallen artikelen, waaronder een groot aantal onder de titel “In het Vondelpark”.
- in De Telegraaf verschenen van de hand van Thijsse tussen 1909 en 1915 meer dan 300 stukjes.
- In De (Groene) Amsterdammer schreef Thijsse tussen 1914 en 1938 de artikelenreeks “Uit de Natuur”. De lijst met titels van alle stukjes in Thijsse's bibliografie omvat 23 A4'tjes.[9]
- In Het Jonge Leven, maandblad voor leerlingen en jonge werklieden in de diamantnijverheid, had Thijsse tussen 1910 en 1920 een rubriek “Natuurleven”.